# Otto Wille Kuusinen
Otto Wille (Wilhelm) Kuusinen, né le 4 octobre 1881 à Laukaa et mort le 17 mai 1964 à Moscou, est un homme politique et dirigeant communiste finlandais.
Il est le mari en deuxièmes noces d'Aino Kuusinen.

## Biographie

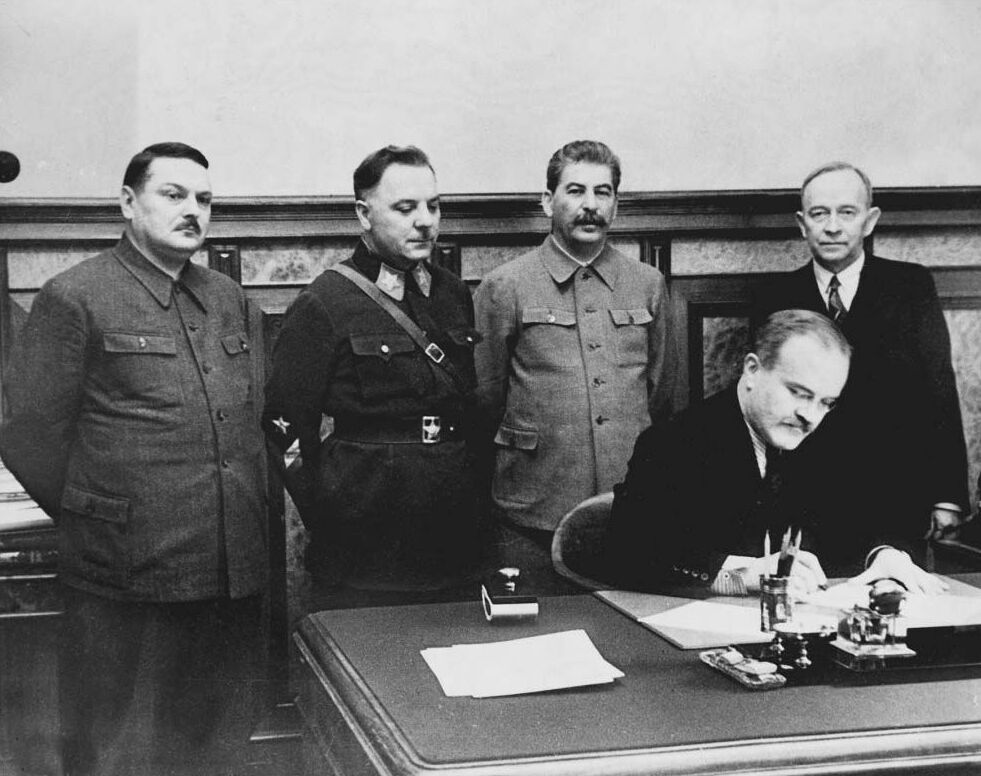
2 décembre 1939 : signature du traité entre l'URSS et la République Démocratique de Finlande. Présents : Jdanov, Vorochilov, Staline, Molotov (assis), et Kuusinen (en civil, à droite).

Membre du Parti social-démocrate de Finlande, réfugié en Union soviétique après la guerre civile finlandaise, il fait partie des fondateurs du Parti communiste de Finlande et devient membre du secrétariat de l'Internationale communiste.
Il survit aux Grandes Purges mises en place par Joseph Staline qui déciment le reste de la direction du PC finlandais. À faveur de la guerre d'Hiver (1939-1940), il est placé par l'URSS à la tête d'un éphémère gouvernement de la République démocratique finlandaise, installé dans la ville frontalière finlandaise de Terijoki (aujourd'hui Zelenogorsk, en Russie).
Après l'échec de la tentative d'intégration de la Finlande à l'URSS, il devient néanmoins président du Soviet suprême de la République socialiste soviétique carélo-finnoise (1940-1956), puis membre du Présidium du Comité central du Parti communiste de l'Union soviétique.